# Dosima fascicularis
Espèce
Synonymes
- Anatifa oceanica Quoy & Gaimard, 1835[2]
- Anatiffia vitrea Lamarck, Coates, 1829[2]
- Lepas cygnea Spengler, 1790[2]
- Lepas dilata Donovan, 1804[2]
- Lepas fascicularis Ellis & Solander, 1786[1]
- Lepas fasciculata Montagu, Coates, 1829[2]
- Pentalasmis donovani Leach, 1818[2]
- Pentalasmis spirulicola Leach, 1818[2]
- Pentalepas vitrea Lesson, 1830[2]

Dosima fascicularis est une espèce de crustacés pédonculés de la famille des Lepadidae vivant sur des flotteurs de leur propre construction.

## Systématique

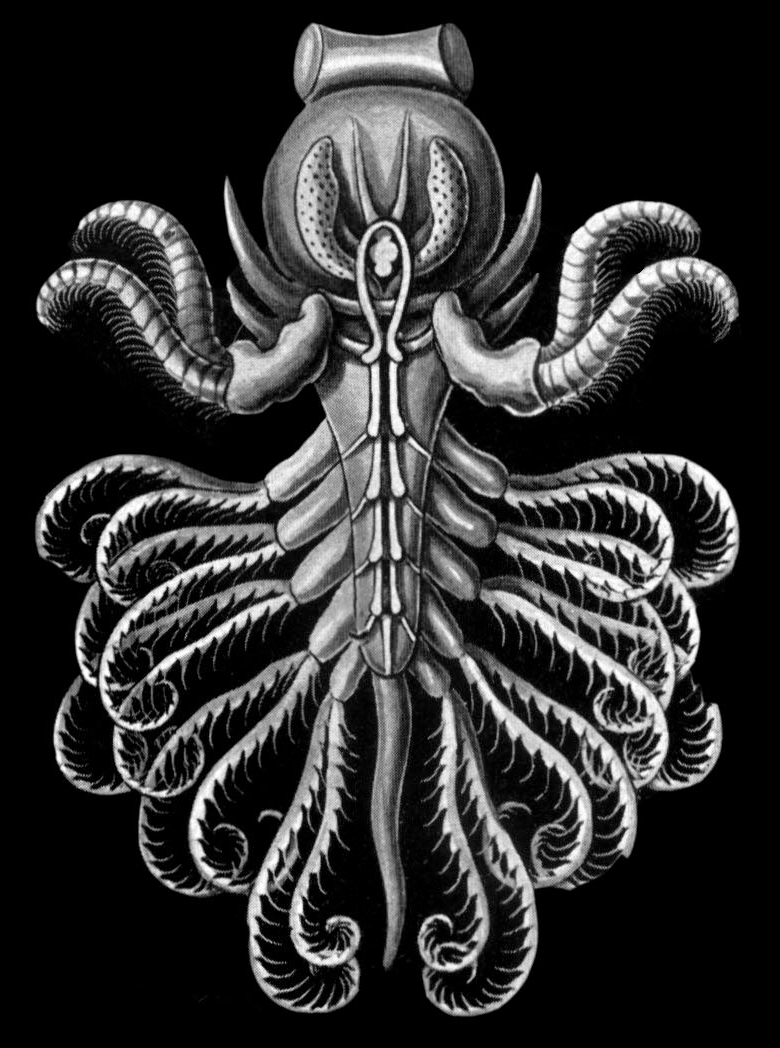
L'animal sans son capitulum, dessiné par Ernst Haeckel.

L'espèce Dosima fascicularis a été initialement décrite en 1786 par John Ellis et Daniel Solander sous le protonyme de Lepas fascicularis.

## Description

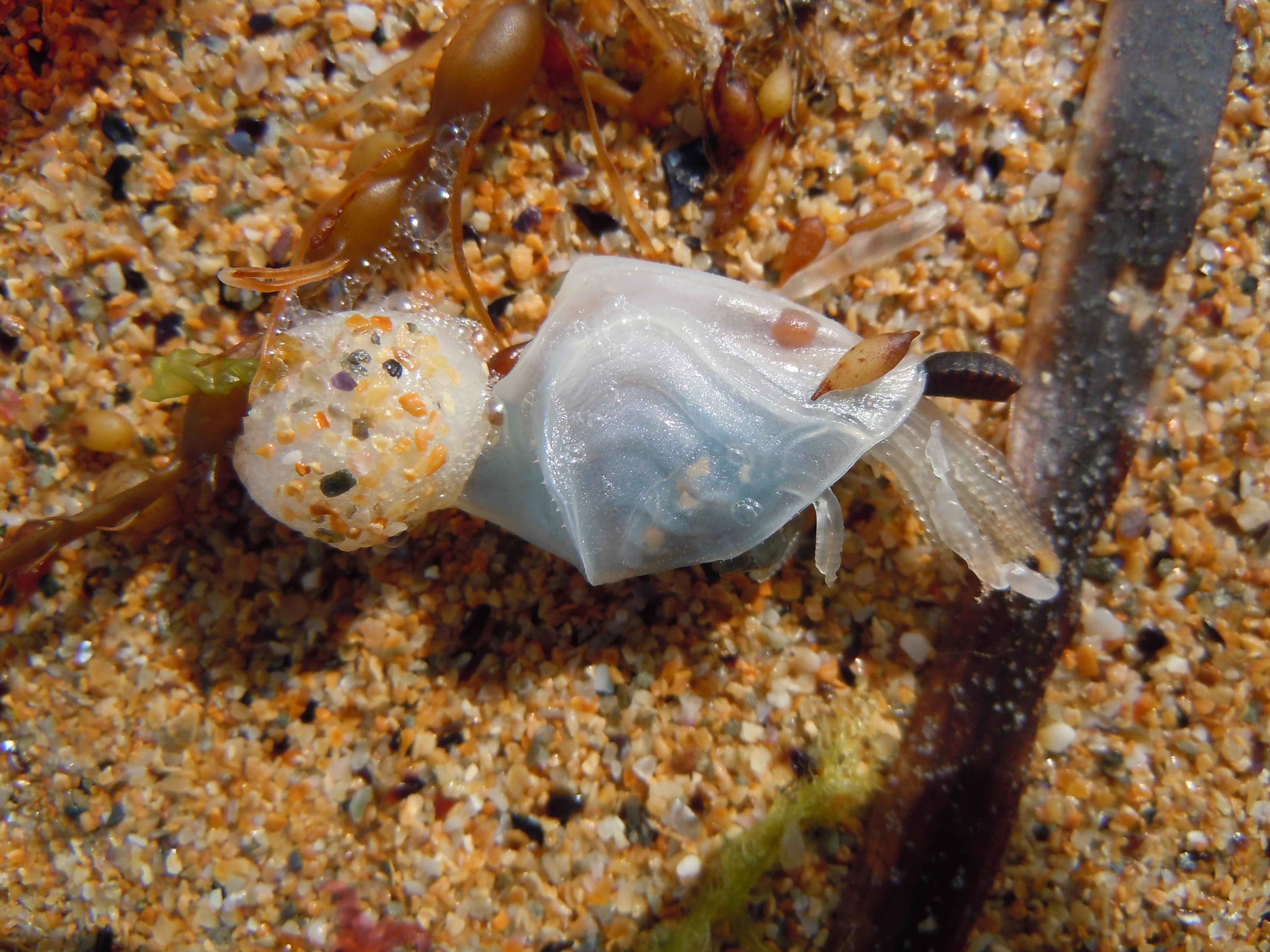
Juvénile échoué sur une plage à marée basse.

- Le capitulum peut mesurer 3 cm de long.
- Le pédoncule est plus court que le capitulum

## Biologie
Les juvéniles se fixent sur des objets flottants puis produisent une sécrétion spongieuse qui formera un flotteur avec une texture comparable à celle du polystyrène. D'autres individus viendront se fixer à ce flotteur, constituant ainsi une colonie dérivante obéissant aux lois de l'écologie des radeaux (ecology of rafting).

## Répartition
Cosmopolite : eaux tièdes de l'Atlantique et du Pacifique.

## Divers
En novembre 2011, un phénomène sans précédent documenté a eu lieu en Afrique du Sud au large et sur le littoral du Cap occidental. L'espèce n'est pas rare dans la région, souvent attachée à des plumes, à des déchets de plastique et à d'autres petits objets flottants, mais dans ce cas le nombre d'individus et de colonies était exceptionnel. En moyenne les colonies rassemblaient 23,5 individus, plus que la moyenne habituelle, dépendant souvent de leurs propres flotteurs. Les individus les plus gros (capitule long de 49 mm) étaient plus grands que ceux des exemples précédemment documentés pour la même espèce.
La première observation signalée de cette pullulation concerne des colonies observées en mer au large de la péninsule du Cap le 2 novembre 2011. Les trois semaines suivantes, elles se sont échouées sur au moins 500 km de côte de Paternoster sur la côte ouest à De Hoop, à l'Est du cap Agulhas. Jusqu'à 42 colonies par mètre de plage se sont échouées, soit une masse (humide) d'environ 10 kg/m2. Un grand nombre de méduses Physalia physalis et d'autres organismes neustoniques se sont échoués au même moment.
Sur cent colonies examinées, trois étaient fixées à un objet flottants reconnaissable (deux coquilles de Janthina et un morceau de plastique). La dissection de 40 autres flotteurs n'a pas révélé d'objet flottant mais la digestion de 70 flotteurs dans de l'hydroxyde de potassium a révélé des fragments de plastique dans huit flotteurs, ainsi qu'une boule de goudron et un squelette de Velella. La taille du flotteur ne semblait pas dépendre du nombre de bernaches qu'ils maintenaient en surface, mais elle a été fortement corrélée à la taille du plus gros animal de la colonie, et dans ce casa la plupart des colonies comptaient plusieurs gros individus. Une explication à cette échouage massif pourrait être une persistance inhabituelle de vents d'ouest préalablemet à ces échouages, mais ces conditions météo n'expliquent pas pourquoi de tels événements sont si exceptionnels.

## Publication originale
- John Ellis, Daniel Solander, The natural history of many curious and uncommon zoophytes, collected from various parts of the globe (œuvre écrite), Inconnu, Londres, 1786, [lire en ligne].